# Tanjurasta opruga
Tanjurasta opruga je prstenasta ploča stožasta oblika, koja se slaže u stupove najčešće povezana kroz sredinu svornjakom. Upotreba tanjurastih opruga proteže se od steznih dijelova za valjne ležajeve, do elastičnog opruženja strojeva i temelja. Tanjuraste opruge osobito su prikladne za velike sile i male progibe. 
Naziv tih opruga potječe od toga što su sastavljene od dijelova koji imaju oblik tanjura bez dna. Kut nagiba stožca tih opruga izvodi se u granicama od 4° do 7°, najviše do 10°. Izrađuju se najčešće od čelika a katkada i od fosforne ili berilijeve bronce. Vanjski promjer tih opruga izvodi se obično u veličini od 30 do 300 mm. Uzdužno (aksijalno) opterećenje koje djeluje na oprugu, smatra se da je jednolično raspodijeljeno po vanjskom i unutarnjem obodu tanjura. Visina opruge u neopterećenom stanju smanjuje se pod opterećenjem, a time opruga postane plosnatija. Naprezanja na rubovima tanjura nisu sukladna (proporcionalna) progibima, i zato karakteristika opruge nije pravac, već konkavna krivulja s obzirom na os x.
Opruge se slažu jedna na drugu u obliku stupa, a održavaju se u tom položaju vodilicom. To može biti svornjak provučen kroz središnje otvore tanjura (unutarnje vođenje) ili cijev, odnosno tuljak koji ih obuhvaća (vanjsko vođenje).
Progib (opruženje) stupa jednak je zbroju progiba pojedinih tanjura. Prednosti tanjurastih opruga jesu u tome što mogu preuzimati velika opterećenja uz male izmjere (dimenzije) i što im se opruženje može mijenjati s pomoću broja složenih dijelova. Zbog toga njihova isplatljivost (ekonomičnost) ne zaostaje za isplativosti drugih opruga. Kako i velika opterećenja tih opruga uzrokuju razmjerno male deformacije, karakteristika im je strma (kaže se tvrda). 
Tanjuraste se opruge upotrebljavaju kod odbojnika, u alatima, za uzdužno (aksijalno) osiguranje kotrljajućih ležaja, u mehanizmima topova, kod tenkova, za opruženje strojeva i u različitim uređajima.

## Proračun
Proračun tanjurastih opruga obuhvaća kontrolu njihovog progiba, nosivosti, naprezanja i mehaničkog rada. Izvođenje jednadžbi potrebnih za određivanje tih veličina vrlo je složeno. Od 3 poznata načina proračunavanja najviše se upotrebljava onaj približni od Almena i Laszloa, jer se donekle može pojednostaviti, a uz to potpuno je dovoljan za sve tehničke namjene.
Zavisnost opterećenja silom F od progiba f dana je jednadžbom (vrijedi za čelične opruge):
{\displaystyle F={\frac {f\cdot s}{\alpha \cdot r_{v}^{2}}}\cdot [(h_{0}-f)\cdot (h_{0}-{\frac {f}{2}})+s^{2}]}
Maksimalno normalno naprezanje javlja se na unutarnjem rubu tanjura i iznosi:
{\displaystyle \sigma ={\frac {f}{\alpha \cdot r_{v}^{2}}}\cdot [\beta \cdot (h_{0}-{\frac {f}{2}})+\gamma \cdot s]}
gdje su: α, β i γ koeficijenti, koji se uzimaju iz posebnih dijagrama u priručnicima, a zavise od odnosa promjera du/dv, rv – vanjski polumjer opruge, s – debljina tanjura (ostale oznake prema slici). 
Te su jednadžbe vrlo nepregledne, ali se mogu pojednostaviti i postati jasne i upotrebljive za prvo prethodno proračunavanje, ako se zanemari prvi član u uglatim zagradama kod oba izraza, jer je prema drugome malen. Tada se dobije za nosivost (silu):
{\displaystyle F={\frac {f\cdot s^{3}}{\alpha \cdot r_{v}^{2}}}}
i za naprezanje:
{\displaystyle \sigma ={\frac {\gamma \cdot f\cdot s}{\alpha \cdot r_{v}^{2}}}}
Iz tih jednadžbi slijedi jednostavan izraz za progib (deformaciju):
{\displaystyle f={\frac {\alpha \cdot r_{v}^{2}\cdot F}{s^{3}}}={\frac {\alpha \cdot r_{v}^{2}\cdot \sigma }{\gamma \cdot s}}}
i dalje odnos naprezanja i sile (opterećenja):
{\displaystyle \sigma ={\frac {\gamma \cdot F}{s^{2}}}}
Mehanički rad opruge iznosi:
{\displaystyle W={\frac {\alpha \cdot r_{v}^{2}\cdot s\cdot \sigma ^{2}}{2\cdot \gamma ^{2}}}}
Vrijednosti za izraze α/γ i α/2γ2 koji se nalaze u ovim jednadžbama, uzimaju se iz odgovarajućih dijagrama u priručnicima.
Često se izmjere (dimenzije) tanjurastih opruga biraju u priručnicima iz tablice izrađenih za proizvode s određenim veličinama modula elastičnosti E, gdje su navedene u zavisnosti od opterećenja. Pri tome opterećenje stupca ne smije biti toliko veliko da postane progib f = h0, jer bi tada tanjuri "sjeli" jedan na drugi, pa bi djelovanje opruge bi prestalo.

## Podjela
Tanjuraste opruge dijelimo u 3 grupe:
- grupa 1: debljina tanjura manja od 1 mm. One su hladno oblikovane.
- grupa 2: debljina tanjura veća od 1 mm i manja od 4 mm. One su isto hladno oblikovane. Unutarnji i vanjski promjer obrađeni su skidanjem čestica, a na unutarnjem promjeru bridovi su zaobljeni.
- grupa 3: debljina tanjura veća od 4 mm i manja od 14 mm. One su tople oblikovane. Opruga je sa svih strana obrađena odvajanjem čestica. Bridovi su na unutarnjem i vanjskom promjeru zaobljeni. Tanjuri imaju naležne površine i time reduciranu debljinu.

Pri opterećenju se tanjur rasteže, a iznutra steže (stlačuje). Na donjoj strani tanjura javljaju se prskotine zbog zamora materijala. Kod promjenjivo opterećenih tanjurastih opruga preporučuje se očvršćivanje površine, na primjer sačmarenjem čeličnih kuglica. Na taj način opterećene opruge treba ugrađivati s prednaprezanjem koje daje deformacija od 15 do 20% visine tanjuraste opruge, kako bi se spriječilo nastajanje prskotina zbog zamora materijala.
Pri slaganju opruga u stupce dolaze do izražaja odstupanja mjera (tolerancija) pojedinih tanjura, pa se one moraju uzeti u obzir u konstrukciji.